# Ragnar Lodbrok (conte)
Ragnar Lodbrok (fl. IX secolo) è stato un militare danese.
A differenza dell'omonimo semi-leggendario sovrano danese (Ragnar Lodbrok), visse con certezza nel IX secolo e sembra essere stato conte (jarl) al servizio del re Horik I di Danimarca.
Nell'845 partecipò all'assedio di Parigi che fu attaccata da 120 navi vichinghe. L'esercito di Carlo il Calvo cercò di contrastare l'attacco, ma i Vichinghi presero prigionieri oltre 70 rampolli dell'aristocrazia francese, i quali furono poi giustiziati sotto gli occhi dello stesso monarca, benché per il loro riscatto fossero state versate 70 once d'argento.
Secondo una tradizione non provata, tuttavia, durante il viaggio di ritorno in Danimarca molti dei soldati di Ragnar Lodbrok e lui stesso morirono a causa di un contagio.
Difficile negare che fra i due Ragnar Lodbrok ci sia stato un vincolo di parentela data la identicità del nome e la comune origine norrena.
Che poi il secondo sia in effetti perito durante il viaggio di ritorno non è affatto dimostrato, mentre è possibile che egli sia rimasto nel nord-est della Francia ed abbia dato origine alla dinastia dei Châtillon di Champagne. La sua figura coinciderebbe con quella di Ursus che, secondo il Du Chesne ed altri autori, ne sarebbe il capostipite. Il termine lodbrok in lingua norrena significa "brache villose" nomignolo dal quale, se riferito al pelo, è possibile scorgere una vaga analogia col latino ursus dei Châtillon.